# Агда Персдоттер
Агда Персдоттер (швед. Agda Persdotter; ум. после 1565), также известная как Агда ворот (швед. Agda i Porten), — официальная любовница будущего короля Швеции Эрика XIV во время его пребывания в качестве наследного принца в 1558—1561 годах и, возможно, неофициальная в 1563—1565 годах.

## Биография
Даты её рождения и смерти неизвестны. Агда Персдоттер была, по некоторым сведениям, дочерью богатого торговца и городского советника Педера Клеметссона, который жил у ворот святого Николая в Стокгольме и был известен как Пер из ворот (швед. Pher i Porten), тем самым объясняется отчество, а также другое широко распространённое имя Агды. Это её происхождение, однако, не было подтверждено.

### Кальмарский период
Агда Персдоттер была первой известной фриллой (швед. frilla) или любовницей наследного принца Эрика. Неизвестно, когда и как завязались их отношения, но известно, что она уехала с ним из Стокгольма в составе его семьи, когда он отправился в Кальмар в мае 1558 года, и жила с ним в качестве его официальной любовницы в Кальмарском замке. Она занимала центральное место в его дворе в Кальмаре и была известна как красавица и получила прозвище «Caritas» (переводится с латыни как «любовь»). У неё были свои апартаменты в Кальмарском замке, получившие название «комната Агды» (швед. Agdas kammare) в честь неё и её пребывания там. Эта комната располагалась прямо рядом с приёмной Эрика. У Эрика, как известно, не было какой-либо другой любовницы в то время, когда он был наследным принцем. За эти годы у пары родились две дочери, для которых Эрик составил гороскопы ещё при их рождении.
В то время было принято, чтобы у принца была любовница, хотя предполагалось, что он избавится от неё, когда женится, обеспечив ей достаток в виде имущества или устройства брака. Следовательно, ожидалось, что Эрик прекратит отношения с Агдой, когда он собирался отбыть в Англию, чтобы сделать предложение английской королеве Елизавете I осенью 1560 года. 25 августа 1560 года Агде было пожаловано королевское поместье Экнахольм под Векшё, которое до шведской Реформации принадлежало монастырю и которое должно было стать её после отъезда Эрика в Англию. Она также договорилась выйти замуж за придворного Эрика, дворянина Йоакима Эрикссона Флеминга (1534—1563), брата Клауса Флеминга.

### Замужество
Однако в сентябре того же года Эрик вступил на престол Швеции и отменил свою поездку в Англию. Несмотря на это, его отношения с Агдой были прерваны, и она вышла замуж за Флеминга. За её замужеством последовала потеря её опеки своих детей. 24 сентября 1561 года король Эрик XIV передал опеку над своими незаконнорожденными дочерьми Виргинией и Констанцией от их матери Агды своей сестре принцессе Сесилии Шведской (или, точнее, главной фрейлине Анне Хогеншильд), заявив, что Агда не способна воспитывать их, и разрешив Сесилии использовать любую силу, необходимую для разлучения Агды и её дочерей. Это был фактически незаконный акт, поскольку закон гарантировал матери полную опеку над своими детьми до достижения ими трёхлетнего возраста. Агда получила в дар на своей свадьбе несколько владений в Сёдерманланде в дополнение к Экнахольму в Смоланде. У неё был один ребёнок от Флеминга, дочь Анна, родившаяся в 1562 году.

### Поздняя биография
Агда Персдоттер овдовела после смерти Флеминга в 1563 году. После этого король Эрик XIV, как сообщается, возобновил свои отношения с ней. Однако, если это верно, на этот раз отношения не были ни официальными, ни единственными: между 1561 и 1565 годами у короля Эрика XIV было множество любовниц, называемое «толпой любовниц» (швед. Frillohopen), которое включало в себя Анны Ларсдоттер, Карин Якобсдоттер, Карин Педерсдоттер, Сигрид Нильсдоттер, Дореди Валентинсдоттер, а также анонимных Бритту и Ингрид. На Агду Персдоттер указывают как на мать Лукреции, незаконнорожденную дочь Эрика XIV от одной из этих любовниц, но на самом деле неизвестно, какая из этих любовниц была матерью Лукреции, и неизвестно, действительно ли Агда была любовницей короля в этот период, поскольку это не было подтверждено.
В 1565 году Эрик XIV заменил всех своих прежних любовниц на Карин Монсдоттер, которая ранее была одной из служанок, присматривавших за дочерью Агды Виргинией. Более поздняя жизнь Агды Персдоттер покрыта мраком, но, согласно непроверенным данным, она вышла замуж за дворянина Кристоффера Олофссона Строле из Шёареда, королевского коменданта замка Стегехольм и замка Сёдерчёпинг.

## Дети
- Виргиния Эриксдоттер (1559—1633)
- Констанция Эриксдоттер (1560—1649)
- Лукреция Эриксдоттер (1564—после 1574) умерла в детстве (возможно дочь Эрика XIV от другой любовницы)